# Eupithecia luteata
Eupithecia luteata là một loài bướm đêm trong họ Geometridae.